# Де Ланге, Мелани
Мелани де Ланге (нидерл. Melanie de Lange; род. 25 октября 1978) — нидерландская шорт-трекистка, четырёхкратная призёр чемпионата Европы по шорт-треку 1998, 1999, 2001 и 2003 года. Участница зимних Олимпийских игр 1998 года.

## Спортивная карьера
Мелани де Ланге родилась в городе Лейдердорп, провинция Южная Голландия. Тренировалась на базе клуба «Indoor Hardrij Club», Лейден. Родная сестра (двойняшки) другой голландской шорт-трекистке — Маурен де Ланге.
Первым соревнованием на международной арене для Мелани стал чемпионат Европы по шорт-треку 1998 года в венгерском городе — Будапешт. Серебряной медалью завершилось выступление голландских шорт-трекисток в женской эстафете на 3000 м. С результатом 4:26.246 они финишировали вторыми, уступив первенство соперницам из Италии (4:25.090 — 1-е место), обогнав при этом спортсменок из Германии (4:26.903— 3-е место).
На зимних Олимпийских играх 1998 года, что проходили в японском городе Нагано, Мелани де Ланге была заявлена для выступления в забеге на 500 м и эстафете . Во время забега четвёртой группы I-го раунда квалификационного забега на 500 м с результатом 48.598 она финишировал третей и прекратила дальнейшую борьбу за медали. В общем итоге она заняла 25-ю позицию. В женской эстафете с результатом 4:26.592 голландские шорт-трекистки финишировали вторыми в финале B. В общем итоге они заняли 6-ю позицию.